# Paweł (Jurystyj)
Paweł, imię świeckie Wasyl Wołodymyrowycz Jurystyj (ur. 1 stycznia 1980 w Uwiśle) – biskup Kościoła Prawosławnego Ukrainy (wcześniej Ukraińskiego Kościoła Prawosławnego Patriarchatu Kijowskiego).

## Życiorys
23 lutego 2015 wstąpił do Wydubickiego Monasteru św. Michała. 9 lipca 2015 został postrzyżony na mnicha. 26 lipca został wyświęcony na diakona, a 15 lutego 2017 przyjął święcenia kapłańskie. 22 stycznia 2018 został wybrany na biskupa odeskiego i bałckiego w strukturach Ukraińskiego Kościoła Prawosławnego Patriarchatu Kijowskiego. Chirotonię biskupią otrzymał 28 stycznia 2018. Po 15 grudnia 2018 wraz z resztą duchowieństwa przeszedł do kanonicznego Kościoła Prawosławnego Ukrainy. W 2021 r. przeniesiony na katedrę chmielnicką.